# Ross Brawn
Ross Brawn, britanski inženir, * 23. november 1954, Manchester, Lancashire, Anglija, Združeno kraljestvo.
Ross Brawn je britanski inženir, najbolj znan kot tehnični direktor moštva Formule 1, Ferrari, kjer se je kot glavni strateg nič kolikokrat izkazal z odlično taktiko, ki je ob odličnem dirkanju Schumacherja prinašala zmage. V sezoni 1992 je postal tehnični direktor Benettona in močno pripomogel k vzponu moštva v vrh Formule 1, kar je kronal Michael Schumacher z dvema zaporednima dirkaškima naslovoma v sezonah 1994 in 1995, ko je Benetton osvojil tudi konstruktorski naslov. Pred sezono 1996 je sledil Schumacherju v Ferrari, kjer sta skupaj še z Jeanom Todtom in Roryjem Byrnom poskrbela za ponoven vzpon Ferrarija na vrh, kjer je vladal med sezonama 1999 in 2004 s šestimi zaporednimi konstruktorskim in petimi zaporednimi dirkaškimi naslovi Schumacherja. Po sezoni 2006 in upokojitvi Schumacherja si je Brawn vzel leto dni dopusta, za odločitev o nadaljnji karieri.
Konec leta 2007 je prestopil v moštvo Honda. Že v sredini sezona 2008 je Brawn začel delati na dirkalniku za sezono 2009, toda Honda je konec leta 2008 napovedala izstop iz Formule 1. V začetku marca 2009, tik pred začetkom sezone, je Brawn z odkupom 100 % deleža moštva, z novim imenom Brawn GP, moštvu zagotovil sodelovanje v prvenstvu Formule 1. Brawn se je odločil zadržati oba dotedanja dirkača, Jensona Buttona in Rubensa Barrichella, s katerim je bil sodeloval že pri Ferrariju. Na zadnjih testiranjih pred začetkom sezone je bil dirkalnik Brawn BGP 001 najhitrejši, toda strokovnjaki so kot razlog za to navajali, da Brawn še išče sponzorje. Na začetku sezone pa se je izkazalo, da je bila hitrost BGP 001 merodajna, saj je Button zmagal kar na šestih dirkah od prvih sedmih, trikrat je bila to tudi dvojna zmaga za Brawn GP. Brawn BGP 001 je imel prednost tudi zaradi inovativnega dvonadstropnega difuzorja, ki je dvignil veliko prahu, toda FIA je ugotovila njegovo skladnost s pravili. Do konca sezone Buttonu ni več uspelo zmagati, toda imel je dovolj prednosti, da sta z Barrichellom moštvu privozila dvojno krono, dirkaški naslov je osvojil Button.
Pred sezono 2010 je Mercedes-Benz odkupil večinski delež v moštvu, ki so ga preimenovali v Mercedes Grand Prix, s tem so se po več kot petdesetih letih v Formulo 1 vrnile originalne Srebrne puščice. Brawn je ostal športni direktor moštva, dirkača pa sta Nico Rosberg in Schumacher, ki se je vrnil v Formulo 1 po treh letih. Kot enega glavnih razlogov za vrnitev je navedel zaupanje v Rossa Brawna, s katerim je osvojil vseh svojih sedem naslovov prvaka.